# پیربهار گرسنه
پیربهار گرسنه (نام علمی: Erigeron miser) نام یک گونه از سرده پیر بهار است.